# Epidermólisis ampollar distrófica
La epidermólisis ampollar distrófica o EA distrófica (EAD) es una enfermedad hereditaria que afecta la piel y otros órganos.
«Niño mariposa» es el nombre coloquial de los niños que nacen con la enfermedad, ya que su piel se considera tan delicada y frágil como las alas de una mariposa.

## Signos y síntomas
La deficiencia en las fibrillas de anclaje perjudica la adherencia entre la epidermis y la dermis subyacente. Esta deficiencia se produce debido a la(s) mutación(es) genética(s) en el gen COL7A1 en el cromosoma 3. El gen COL7A1 en el cromosoma 3 es responsable de codificar el colágeno tipo VII, una proteína que ayuda a anclar la epidermis y la dermis. Por lo tanto, la piel de los pacientes con DEB es muy susceptible a ampollas de leves a graves, dependiendo del subtipo. El colágeno VII también está asociado con el epitelio del revestimiento esofágico, y los pacientes con DEB pueden tener cicatrices crónicas, membranas y obstrucción del esófago. Los individuos afectados a menudo están gravemente desnutridos debido a un traumatismo en la mucosa oral y esofágica y requieren sondas de alimentación para su nutrición. También tienen anemia ferropénica de origen incierto, que conduce a fatiga crónica.
Las heridas abiertas en la piel cicatrizan lentamente o no cicatrizan, suelen dejar cicatrices extensas y son particularmente propensas a infecciones. Muchas personas se bañan con una mezcla de lejía y agua para combatir estas infecciones. La inflamación crónica provoca errores en el ADN de las células cutáneas afectadas, lo que a su vez causa carcinoma de células escamosas (CCE). La mayoría de estos pacientes fallecen antes de los 30 años, ya sea por CCE o por complicaciones relacionadas con la EBD. 
El estado inflamatorio crónico observado en la epidermólisis ampollosa distrófica recesiva (EBDR) puede causar neuropatía periférica de fibras pequeñas (NFP). Los pacientes con EBDR han reportado una sensación de dolor acorde con las características del dolor neuropático.

## Causas
La DEB es causada por defectos genéticos (o mutaciones) en el gen humano COL7A1, que codifica la proteína colágeno tipo VII (colágeno VII). Las mutaciones que causan DEB pueden ser dominantes o recesivas. La mayoría de las familias con miembros con esta afección presentan mutaciones distintivas.
El colágeno VII es una molécula muy grande (300 kDa) que se dimeriza para formar una estructura semicircular en forma de bucle: la fibrilla de anclaje. Se cree que las fibrillas de anclaje forman un enlace estructural entre la membrana basal epidérmica y los colágeno s fibrilares de la dermis superior.

## Fisiopatología
En ausencia de mutaciones en el gen COL7A1, una respuesta autoinmune contra el colágeno tipo VII puede resultar en una forma adquirida de epidermólisis ampollar llamada epidermólisis ampollosa adquirida.
Existen otros tipos de epidermólisis ampollar hereditaria, la epidermólisis ampollar juntural y la epidermólisis ampollosa simple, que no están relacionados con la deficiencia de colágeno tipo VII. Estos surgen de mutaciones en los genes que codifican otras proteínas de la epidermis o de la membrana basal en la unión entre la epidermis y la dermis.

## Tratamiento
En mayo de 2023, la Administración de Alimentos y Medicamentos (FDA) de los Estados Unidos aprobó Vyjuvek para el tratamiento de heridas en personas con epidermólisis ampollar distrófica con mutaciones en el gen de la cadena alfa 1 del colágeno tipo VII (COL7A1).

### Triterpenos de abedul
Los efectos secundarios más comunes incluyen complicaciones de la herida. Otros efectos secundarios comunes incluyen reacciones cutáneas en el sitio de aplicación, infecciones de la herida, prurito (picazón) y reacciones de hipersensibilidad (alérgicas).